# Lahar (vulkanologie)

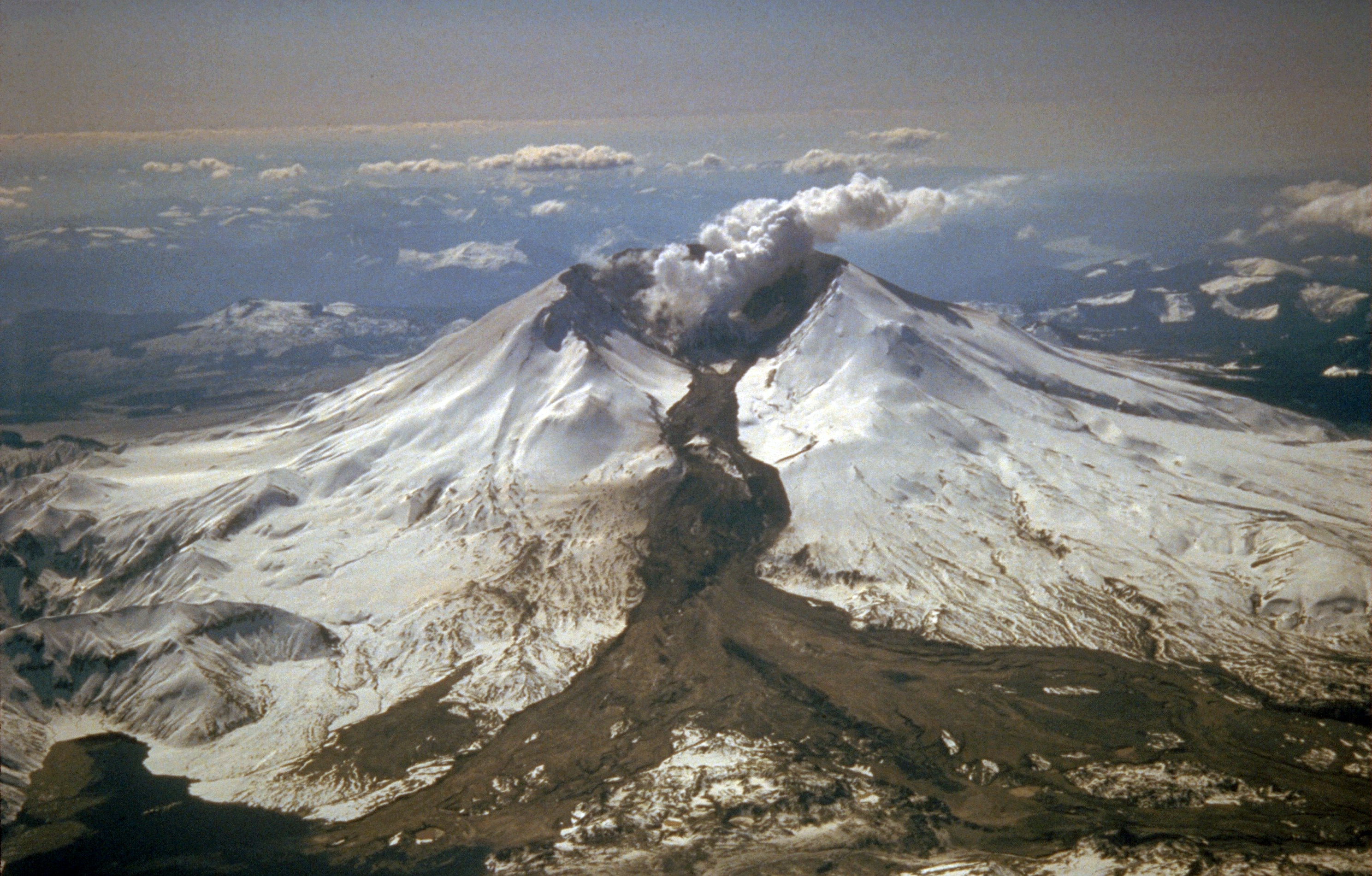
Donkergekleurde lahar vanaf Mount St. Helens in maart 1982

Een lahar is een modderstroom van vulkanoclastisch materiaal (vulkanische as, puimsteen en brokken gesmolten of gestolde lava) die ontstaat als bij een vulkaan de uitgestoten tefra in contact komt met stromend water. Een lahar kan ontstaan wanneer een pyroclastische stroom op een rivier stuit, een kratermeer leeg loopt, maar ook na afloop van een uitbarsting, als een op een helling afgezette laag tefra door regen verzadigd raakt en van de helling af beweegt.

## Ontstaan van lahars
De grote hoeveelheid pyroclastisch materiaal die bij een vulkaanuitbarsting de atmosfeer in geblazen wordt kan voor de vorming van wolken en stortregens zorgen. Als tefra (met name aslagen) afkomstig van de vulkaanuitbarsting vermengd worden met regenwater ontstaan langs de flanken van de vulkaan lahars. Bij een door sneeuw of gletsjers bedekte vulkaan kunnen sneeuw of ijs, door de warmte die vrijkomt bij een uitbarsting, smelten. De grote hoeveelheid vrijgekomen water die zo ontstaat kan in aanraking komen met pyroclastisch materiaal en lahars vormen.
Lahars hoeven niet per definitie dicht bij een vulkaan te ontstaan. Een modderstroom die ongeconsolideerd vulkanisch materiaal op kilometers afstand van de vulkaan bevat, wordt ook een lahar genoemd.
Bij onderzeese uitbarstingen van vulkanen ontstaan vergelijkbare massabewegingen. Deze worden debris flows genoemd.

## Effecten van lahars

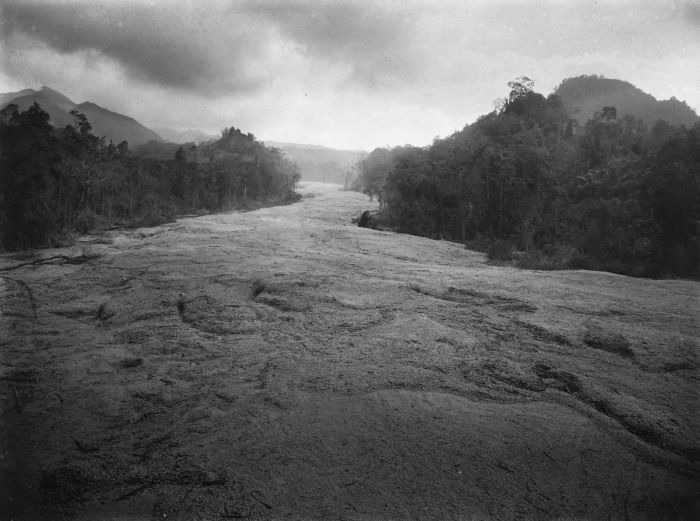
16 m dikke lahar bij de Kelud in 1901

De snelheid van een lahar (tot meer dan 100 km/u) kan voldoende zijn om complete bossen, wijken en dorpen te vernietigen.
De vulkaan Gunung Kelud in Oost-Java, is de vulkaan waar de term lahar voor het eerst is beschreven. De Kelud was berucht door de overstromingen van zijn kratermeer. De uitbarsting van 1000 n.Chr. is de eerste uitbarsting in de hele Indonesische archipel die historisch is beschreven. De uitbarsting van 1586 veroorzaakte meer dan 10.000 slachtoffers.

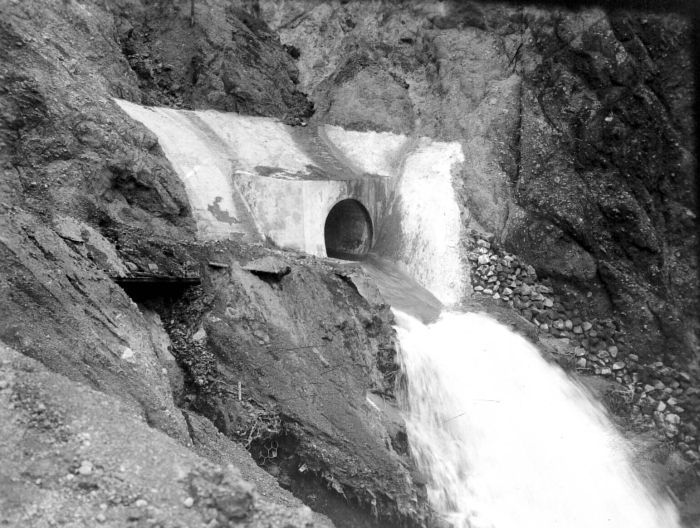
Drainage van het kratermeer van de Kelud

De lahars van 1919 bereikten een afstand van 38 kilometer. Er werden honderd dorpen vernietigd. In totaal vielen er 5.160 slachtoffers. Na deze gebeurtenis werd de Vulkanologische Dienst van Indonesië opgericht. De eerste opdracht was het draineren van het kratermeer van de Kelud. Dit werd gedaan door het bouwen van een tunnelsysteem, dat in 1926 gereed kwam. Het volume van het kratermeer daalde van 78 miljoen m³ voor 1875, 40 miljoen m³ daarna, tot slechts 2 miljoen m³ na de drainage.
Bij de uitbarsting van de Nevado del Ruiz vulkaan in Colombia op 13 november 1985 vielen meer dan 23.000 doden door lahars, het op twee na hoogste dodental als gevolg van vulkanische activiteit van de twintigste eeuw. De tot acht meter hoge modderstroom bereikte de 74 km verderop gelegen stad Armero tweeënhalf uur na de uitbarsting. De lahar behaalde daarbij een snelheid van ongeveer 30 km/uur.
Bij de uitbarsting van de Pinatubo in 1991 ontstonden ook enorme lahars die de omliggende dorpen wegvaagden. Aanvankelijk leek het aantal slachtoffers van deze totaal onverwachte uitbarsting nog mee te vallen. Door de grootschalige evacuaties waren de meeste dorpelingen al ver verwijderd. De hete modderstromen verrasten dorpen op tientallen kilometers afstand echter volkomen.

### Spoorwegongeval
In Nieuw-Zeeland veroorzaakte een lahar een spoorwegongeval als gevolg van het instorten van de Tangiwai spoorbrug. De trein met 285 passagiers die op kerstavond 24 december 1953 enkele minuten na het passeren van de modderstroom over de brug reed, stortte in de Whangaehu rivier. Bij dit grootste spoorwegongeval ooit in Nieuw-Zeeland vielen 151 doden, van wie er 20 nooit gevonden zijn. Vermoed wordt dat ze honderd kilometer stroomafwaarts in zee terecht zijn gekomen. Nader onderzoek aan de pijlers van de brug wees uit dat eerdere lahars, teruggaand tot 1925, de brug al verzwakt hadden.
De oorzaak van de lahar was het doorbreken van een natuurlijke dam van vulkanische as langs het kratermeer op de top van Mount Ruapehu. De modderstroom werd hierbij dus niet direct veroorzaakt door een enkele vulkaanuitbarsting.

## Naamgeving
Het woord lahar komt uit het Javaans en betekent "lava". Strikt genomen is dit geen juiste benaming, omdat lava gesmolten gesteente aan het aardoppervlak is. De term is afkomstig uit de omgeving van de vulkaan Gunung Kelud in Oost-Java. Het begrip is zowel van toepassing op een hete mengeling van modder en gesteente (als het water is verhit door een uitbarsting), als op een koude stroom, wanneer de lahar wordt veroorzaakt door regen.